# Palais de l'AIFA
Le Palais de l'AIFA est un palais situé au carrefour de la Via del Tritone (n ° 181) avec la Via della Panetteria, dans le rione Trevi de Rome, avec une façade également sur la Via dei Maroniti. C'est le siège de l'AIFA (Agenzia Italiana del Farmaco), l'Agence Italienne du médicament. 